# هیوود (کنتاکی)
هیوود (به انگلیسی: Haywood) یک منطقهٔ مسکونی در ایالات متحده آمریکا است که در شهرستان برن، کنتاکی واقع شده‌است. هیوود ۲۲۸٫۹۱ متر بالاتر از سطح دریا واقع شده‌است.